# U-414
| U-414                      | U-414                                                          | U-414                                                          |
| -------------------------- | -------------------------------------------------------------- | -------------------------------------------------------------- |
|                            |                                                                |                                                                |
|                            |                                                                |                                                                |
|                            |                                                                |                                                                |
| Під прапором               | Третій рейх                                                    | Третій рейх                                                    |
| Спуск на воду              | 25 березня 1942 року                                           | 25 березня 1942 року                                           |
| Виведений зі складу флоту  | 25 травня 1943 року                                            | 25 травня 1943 року                                            |
| Сучасний статус            | затоплений                                                     | затоплений                                                     |
| Проєкт                     |                                                                |                                                                |
| Тип ПЧ                     | Торпедний ДПЧ                                                  | Торпедний ДПЧ                                                  |
| Основні характеристики     |                                                                |                                                                |
| Швидкість (надводна)       | 17,7 вузлів                                                    | 17,7 вузлів                                                    |
| Швидкість (підводна)       | 7,6 вузлів                                                     | 7,6 вузлів                                                     |
| Робоча глибина занурення   | 100 м                                                          | 100 м                                                          |
| Гранична глибина занурення | 220 м                                                          | 220 м                                                          |
| Екіпаж                     | 44 осіб                                                        | 44 осіб                                                        |
| Розміри                    |                                                                |                                                                |
| Довжина найбільша (по КВЛ) | 67,1 м                                                         | 67,1 м                                                         |
| Ширина корпусу найб.       | 6,2 м                                                          | 6,2 м                                                          |
| Висота                     | 9,6 м                                                          | 9,6 м                                                          |
| Середня осадка (по КВЛ)    | 4,70 м                                                         | 4,70 м                                                         |
| Водотоннажність надводна   | 769 т                                                          | 769 т                                                          |
| Озброєння                  |                                                                |                                                                |
| Артилерія                  | одна палубна гармата калібру 88-мм, одна 20-мм зенітна гармата | одна палубна гармата калібру 88-мм, одна 20-мм зенітна гармата |
| Торпедно- мінне озброєння  | 4 носових і один кормовий ТА. 14 торпед                        | 4 носових і один кормовий ТА. 14 торпед                        |

U-414 — німецький підводний човен типу VIIC, часів Другої світової війни.
Замовлення на будівництво човна було віддане 15 серпня 1940 року. Човен був закладений на верфі суднобудівної компанії «Danziger Werft» у Данцигу 14 червня 1941 року під заводським номером 115, спущений на воду 25 березня 1942 року, 1 липня 1942 року увійшов до складу 8-ї флотилії. Також за час служби входив до складу 6-ї та 29-ї. Єдиним командиром човна був оберлейтенант-цур-зее Вальтер Гут.
Човен зробив 3 бойових походи, в яких потопив 1 та пошкодив 1 судно.
Потоплений 25 травня 1943 року у Середземному морі північно-західніше Тенеса (36°31′ пн. ш. 00°40′ сх. д. / 36.517° пн. ш. 0.667° сх. д.) глибинними бомбами британського корвета «Ветч». Всі 47 членів екіпажу загинули.

## Потоплені та пошкоджені кораблі[3]
| Назва      | Тип           | Належність      | Дата           | Тоннаж (БРТ) | Вантаж                           | Статус     | Місце                                                      |
| Font Anne  | торгове судно | Велика Британія | 18 травня 1943 | 7 134        | Військові вантажі                | пошкоджено | 36°35′ пн. ш. 01°01′ сх. д. / 36.583° пн. ш. 1.017° сх. д. |
| Empire Eve | торгове судно | Велика Британія | 18 травня 1943 | 5 979        | 6 500 т вугілля та 250 т мастила | потоплено  | 36°37′ пн. ш. 00°46′ сх. д. / 36.617° пн. ш. 0.767° сх. д. |